# Liste des chansons interprétées dans Glee
 (septembre 2017).
Si vous disposez d'ouvrages ou d'articles de référence ou si vous connaissez des sites web de qualité traitant du thème abordé ici, merci de compléter l'article en donnant les références utiles à sa vérifiabilité et en les liant à la section « Notes et références ».

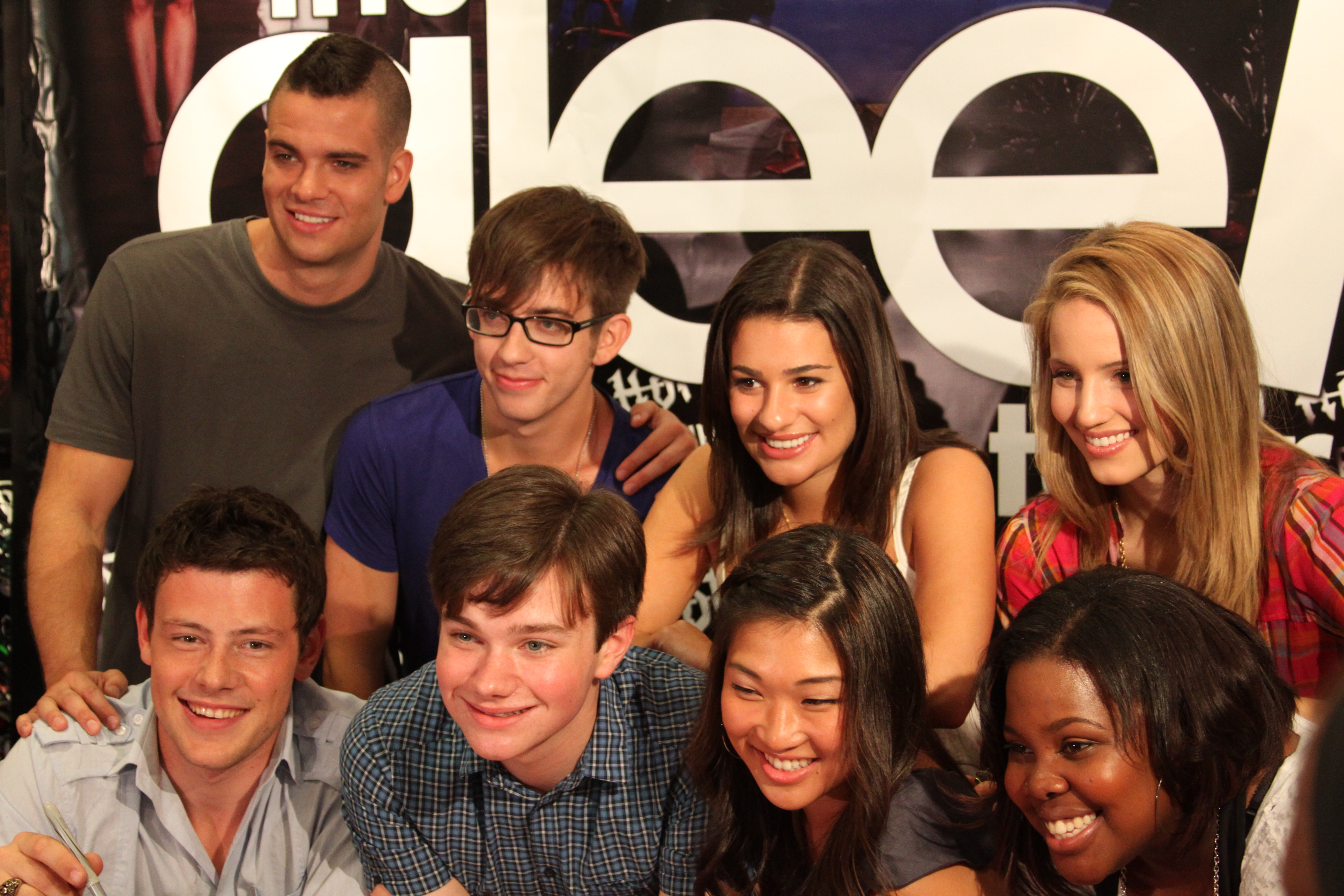
Casting de la série : Glee.

Cet article contient la liste des chansons interprétées dans la série télévisée américaine Glee.

## Liste
| N°  | Chanson                                                             | Artiste                                     | Interprète dans la série | Intèrprète réel | Saison | Épisode |
| --- | ------------------------------------------------------------------- | ------------------------------------------- | --- | --- | ------ | ------- |
| 1   | Where is love ?                                                     | Oliver!                                     | Hank Saunders et Sandy Ryerson | Ben Bledsoe et Stephen Tobolowsky | 1      | 1       |
| 2   | Respect                                                             | Otis Redding                                | Mercedes Jones | Amber Riley | 1      | 1       |
| 3   | Mr Cellophane                                                       | Chicago                                     | Kurt Hummel | Chris Colfer | 1      | 1       |
| 4   | I Kissed a Girl                                                     | Katy Perry                                  | Tina Cohen-Chang | Jenna Ushkowitz | 1      | 1       |
| 5   | On My Own                                                           | Les Misérables                              | Rachel Berry | Lea Michele | 1      | 1       |
| 6   | Sit Down, You're Rockin' the Boat                                   | Blanches colombes et vilains messieurs      | Kurt Hummel, Artie Abrams, Rachel Berry, Mercedes Jones, Tina Cohen-Chang | Chris Colfer, Kevin McHale, Lea Michele, Amber Riley, Jenna Ushkowitz | 1      | 1       |
| 7   | Can't Fight This Feeling                                            | REO Speedwagon                              | Finn Hudson | Cory Monteith | 1      | 1       |
| 8   | Lovin', Touchin', Squeezin'                                         | Journey                                     | Finn Hudson jeune, Darren | Jerry Phillips, Aaron Hendry | 1      | 1       |
| 9   | You're the One That I Want                                          | Grease                                      | Kurt Hummel, Artie Abrams, Rachel Berry, Finn Hudson, Mercedes Jones, Tina Cohen-Chang                                                                                            | Chris Colfer, Kevin McHale, Lea Michele, Cory Monteith, Amber Riley, Jenna Ushkowitz                                                                                             | 1      | 1       |
| 10  | Rehab                                                               | Amy Winehouse                               | Vocal Adrenaline | * | 1      | 1       |
| 11  | Leaving on a Jet Plane                                              | John Denver                                 | Will Schuester | Matthew Morrison | 1      | 1       |
| 12  | That's the Way (I Like It) / (Shake, Shake, Shake) Shake Your Booty | KC and the Sunshine Band                    | McKinley High Glee Club (année 1993) | * | 1      | 1       |
| 13  | Don't Stop Believin'                                                | Journey                                     | Kurt Hummel, Artie Abrams, Rachel Berry, Finn Hudson, Mercedes Jones, Tina Cohen-Chang                                                                                            | Chris Colfer, Kevin McHale, Lea Michele, Cory Monteith, Amber Riley, Jenna Ushkowitz                                                                                             | 1      | 1       |
| 14  | Le Freak                                                            | Chic                                        | Kurt Hummel, Artie Abrams, Rachel Berry, Finn Hudson, Mercedes Jones, Tina Cohen-Chang                                                                                            | Chris Colfer, Kevin McHale, Lea Michele, Cory Monteith, Amber Riley, Jenna Ushkowitz                                                                                             | 1      | 2       |
| 15  | Gold Digger                                                         | Kanye West feat. Jamie Foxx                 | Kurt Hummel, Artie Abrams, Rachel Berry, Finn Hudson, Will Schuester, Mercedes Jones, Tina Cohen-Chang                                                                            | Chris Colfer, Kevin McHale, Lea Michele, Cory Monteith, Matthew Morrison, Amber Riley, Jenna Ushkowitz                                                                           | 1      | 2       |
| 16  | All by Myself                                                       | Eric Carmen                                 | Emma Pillsbury | Jayma Mays | 1      | 2       |
| 17  | Push It                                                             | Salt-n-Pepa                                 | Kurt Hummel, Artie Abrams, Rachel Berry, Finn Hudson, Mercedes Jones, Tina Cohen-Chang                                                                                            | Chris Colfer, Kevin McHale, Lea Michele, Cory Monteith, Amber Riley, Jenna Ushkowitz                                                                                             | 1      | 2       |
| 18  | I Say a Little Prayer                                               | Dionne Warwick                              | Quinn Fabray, Brittany Pierce, Santana Lopez | Dianna Agron, Heather Morris, Naya Rivera | 1      | 2       |
| 19  | Take a Bow                                                          | Rihanna                                     | Rachel Berry avec Mercedes Jones et Tina Cohen-Chang | Lea Michele avec Amber Riley et Jenna Ushkowitz | 1      | 2       |
| 20  | For He's a Jolly Good Fellow                                        | Anon                                        | Howard Bamboo, Ken Tanaka, Henri St. Pierre, Will Schuester, Sandy Ryerson | Kent Avenido, Patrick Gallagher, John Lloyd Young, Matthew Morrison, Stephen Tobolowsky                                                                                          | 1      | 3       |
| 21  | This Is How We Do It                                                | Montell Jordan                              | Will Schuester | Matthew Morrison | 1      | 3       |
| 22  | Poison                                                              | Bell Biv DeVoe                              | Howard Bamboo, Ken Tanaka, Henri St. Pierre, Will Schuester | Kent Avenido, Patrick Gallagher, John Lloyd Young, Matthew Morrison | 1      | 3       |
| 23  | Mercy                                                               | Duffy                                       | Vocal Adrenaline | * | 1      | 3       |
| 24  | La camisa negra                                                     | Juanes                                      | Noah Puckerman | Mark Salling | 1      | 3       |
| 25  | Bust Your Windows                                                   | Jazmine Sullivan                            | Mercedes Jones | Amber Riley | 1      | 3       |
| 26  | I Wanna Sex You Up                                                  | Color Me Badd                               | Ken Tanaka, Finn Hudson, Noah Puckerman, Will Schuester, Sandy Ryerson | Patrick Gallagher, Cory Monteith, Mark Salling, Matthew Morrison, Stephen Tobolowsky                                                                                             | 1      | 3       |
| 27  | Single Ladies (Put a Ring on It)                                    | Beyoncé                                     | Kurt Hummel, Brittany Pierce, Tina Cohen-Chang | Chris Colfer, Heather Morris, Jenna Ushkowitz | 1      | 4       |
| 28  | Single Ladies (Put a Ring on It)                                    | Beyoncé                                     | William McKinley High School football team | * | 1      | 4       |
| 29  | Taking Chances                                                      | Céline Dion                                 | Rachel Berry | Lea Michele | 1      | 4       |
| 30  | Tonight                                                             | West Side Story                             | Tina Cohen-Chang | Jenna Ushkowitz | 1      | 4       |
| 31  | Don't Stop Believing                                                | Journey                                     | Quinn Fabray, Kurt Hummel, Artie Abrams, Finn Hudson, Brittany Pierce, Mercedes Jones, Santana Lopez, Noah Puckerman, Mike Chang, Matt Rutherford, Tina Cohen-Chang               | Dianna Agron, Chris Colfer, Kevin McHale, Cory Monteith, Heather Morris, Amber Riley, Naya Rivera, Mark Salling, Harry Shum Jr, Dijon Talton, Jenna Ushkowitz                    | 1      | 5       |
| 32  | Maybe This Time                                                     | Liza Minnelli                               | April Rhodes, Rachel Berry | Kristin Chenoweth, Lea Michele | 1      | 5       |
| 33  | Cabaret                                                             | Cabaret                                     | Rachel Berry | Lea Michele | 1      | 5       |
| 34  | Alone                                                               | Heart                                       | April Rhodes, Will Schuester | Kristin Chenoweth, Matthew Morrison | 1      | 5       |
| 35  | Last Name                                                           | Carrie Underwood                            | April Rhodes, Quinn Fabray, Kurt Hummel, Artie Abrams, Finn Hudson, Brittany Pierce, Mercedes Jones, Santana Lopez, Noah Puckerman, Mike Chang, Matt Rutherford, Tina Cohen-Chang | Kristin Chenoweth, Dianna Agron, Chris Colfer, Kevin McHale, Cory Monteith, Heather Morris, Amber Riley, Naya Rivera, Mark Salling, Harry Shum Jr, Dijon Talton, Jenna Ushkowitz | 1      | 5       |
| 36  | Somebody to Love                                                    | Queen                                       | New Directions | * | 1      | 5       |
| 37  | Mash-up : It's My Life / Confessions, Part II                       | Bon Jovi / Usher                            | Finn Hudson, Kurt Hummel, Artie Abrams, Noah Puckerman, Mike Chang, Matt Rutherford                                                                                               | Cory Monteith, Chris Colfer, Kevin McHale, Mark Salling, Harry Shum Jr, Dijon Talton                                                                                             | 1      | 6       |
| 38  | Mash-up : Halo / Walking on Sunshine                                | Beyoncé / Katrina and the Waves             | Rachel Berry, Mercedes Jones, Tina Cohen-Chang, Quinn Fabray, Brittany Pierce, Santana Lopez                                                                                      | Lea Michele, Amber Riley, Jenna Ushkowitz, Dianna Agron, Heather Morris, Naya Rivera                                                                                             | 1      | 6       |
| 39  | Hate on Me                                                          | Jill Scott                                  | Kurt Hummel, Artie Abrams, Mercedes Jones, Tina Cohen-Chang, Santana Lopez, Mike Chang, Matt Rutherford                                                                           | Chris Colfer, Kevin McHale, Amber Riley, Jenna Ushkowitz, Naya Rivera, Harry Shum Jr, Dijon Talton                                                                               | 1      | 7       |
| 40  | Ride with Me                                                        | Nelly feat. City Spud                       | New Directions | * | 1      | 7       |
| 41  | No Air                                                              | Jordin Sparks feat. Chris Brown             | Rachel Berry, Finn Hudson, Quinn Fabray, Noah Puckerman, Brittany Pierce | Lea Michele, Cory Monteith, Dianna Agron, Mark Salling, Heather Morris | 1      | 7       |
| 42  | You Keep Me Hangin' On                                              | The Supremes                                | Quinn Fabray | Dianna Agron | 1      | 7       |
| 43  | Keep Holding On                                                     | Avril Lavigne                               | New Directions | * | 1      | 7       |
| 43  | Bust a Move                                                         | Young MC                                    | Will Schuester et les New Directions | * | 1      | 8       |
| 43  | Thong Song                                                          | Sisqo                                       | Will Schuester | Matthew Morrison | 1      | 8       |
| 43  | What a Girl Wants                                                   | Christina Aguilera                          | Rachel Berry | Lea Michele | 1      | 8       |
| 44  | Sweet Caroline                                                      | Neil Diamond                                | Noah Puckerman | Mark Salling | 1      | 8       |
| 45  | Sing, Sing, Sing                                                    | Louis Prima                                 | Will Schuester et Sue Sylvester | Matthew Morrison et Jane Lynch | 1      | 8       |
| 46  | I Could Have Danced All Night                                       | Julie Andrews                               | Emma Pillsbury | Jayma Mays | 1      | 8       |
| 47  | Dancing with Myself                                                 | Generation X                                | Artie Abrams | Kevin McHale | 1      | 9       |
| 48  | Defiying Gravity                                                    | Idina Menzel et Kristin Chenoweth           | Kurt Hummel, Rachel Berry | Chris Colfer, Lea Michele | 1      | 9       |
| 49  | Proud Mary                                                          | Creedence Clearwater Revival                | New Directions | * | 1      | 9       |
| 50  | Endless Love                                                        | Lionel Richie et Diana Ross                 | Rachel Berry, Will Schuester | Lea Michele, Matthew Morrison | 1      | 10      |
| 51  | I'll Stand by You                                                   | The Pretenders                              | Finn Hudson | Cory Monteith | 1      | 10      |
| 52  | Don't Stand So Close to Me / Young Girl                             | The Police / Gary Puckett & The Union Gap   | Will Schuester | Matthew Morrison | 1      | 10      |
| 53  | Crush                                                               | Jennifer Paige                              | Rachel Berry | Lea Michele | 1      | 10      |
| 54  | (You're) Having My Baby                                             | Paul Anka et Odia Coates                    | Finn Hudson | Cory Monteith | 1      | 10      |
| 55  | Lean on Me                                                          | Bill Withers                                | New Directions | * | 1      | 10      |
| 56  | Bootylicious                                                        | Destiny's Child                             | Jane Addams Academy Choir | * | 1      | 11      |
| 57  | Don't Make Me Over                                                  | Dionne Warwick                              | Mercedes Jones | Amber Riley | 1      | 11      |
| 58  | You're the One That I Want                                          | Grease                                      | Rachel Berry, Finn Hudson | Lea Michele, Cory Monteith | 1      | 11      |
| 59  | Papa Don't Preach                                                   | Madonna                                     | Quinn Fabray, Noah Puckerman | Dianna Agron, Mark Salling | 1      | 11      |
| 60  | 'Hair (en) / Crazy in Love                                          | Hair / Beyoncé                              | New Directions | * | 1      | 11      |
| 61  | Imagine                                                             | John Lennon                                 | Haverbrook Deaf Choir et les New Directions | * | 1      | 11      |
| 62  | True Colors                                                         | Cyndi Lauper                                | Tina Cohen-Chang et les New Directions | * | 1      | 11      |
| 63  | Smile                                                               | Lily Allen                                  | Rachel Berry, Finn Hudson | Lea Michele, Cory Monteith | 1      | 12      |
| 64  | When You're Smiling                                                 | Louis Armstrong                             | Rachel Berry | Lea Michele | 1      | 12      |
| 65  | Jump                                                                | Van Halen                                   | New Directions | * | 1      | 12      |
| 66  | Smile                                                               | Charlie Chaplin                             | New Directions | * | 1      | 12      |
| 67  | And I Am Telling You I'm Not Going                                  | Jennifer Holliday                           | Mercedes Jones | Amber Riley | 1      | 13      |
| 68  | And I Am Telling You I'm Not Going                                  | Jennifer Holliday                           | Jane Addams Academy Choir | * | 1      | 13      |
| 69  | Proud Mary                                                          | Creedence Clearwater Revival                | Jane Addams Academy Choir | * | 1      | 13      |
| 70  | Don't Stop Believin'                                                | Journey                                     | Haverbrook Deaf Choir | * | 1      | 13      |
| 71  | Don't Rain On My Parade                                             | Barbra Streisand dans Funny Girl            | Rachel Berry | Lea Michele | 1      | 13      |
| 72  | You Can't Always Get What You Want                                  | The Rolling Stones                          | New Directions | * | 1      | 13      |
| 73  | My Life Would Suck Without You                                      | Kelly Clarkson                              | New Directions | * | 1      | 13      |
| 74  | Hello, I Love You                                                   | The Doors                                   | Finn Hudson | Cory Monteith | 1      | 14      |
| 75  | Gives You Hell                                                      | All American Rejects                        | Rachel Berry et les New Directions | * | 1      | 14      |
| 76  | Hello                                                               | Lionel Richie                               | Rachel Berry, Jesse St. James | Lea Michele, Jonathan Groff | 1      | 14      |
| 77  | Hello Again                                                         | Neil Diamond                                | Will Schuester | Matthew Morrison | 1      | 14      |
| 78  | Highway to Hell                                                     | AC/DC                                       | Jesse St. James et les Vocal Adrenaline | * | 1      | 14      |
| 79  | Hello, Goodbye                                                      | The Beatles                                 | New Directions | * | 1      | 14      |
| 80  | Ray of Light                                                        | Madonna                                     | Brittany Pierce, Santana Lopez et les McKinley High School Cheerios | * | 1      | 15      |
| 81  | Express Yourself                                                    | Madonna                                     | Rachel Berry, Quinn Fabray, Mercedes Jones, Tina Cohen-Chang, Brittany Pierce, Santana Lopez                                                                                      | Lea Michele, Dianna Agron, Amber Riley, Jenna Ushkowitz, Heather Morris, Naya Rivera                                                                                             | 1      | 15      |
| 82  | Borderline / Open Your Heart                                        | Madonna                                     | Rachel Berry, Finn Hudson | Lea Michele, Cory Monteith | 1      | 15      |
| 83  | Vogue                                                               | Madonna                                     | Sue Sylvester avec Kurt Hummel, Mercedes Jones, Brittany Pierce, Santana Lopez | Jane Lynch avec Chris Colfer, Amber Riley, Heather Morris, Naya Rivera | 1      | 15      |
| 84  | Like a Virgin                                                       | Madonna                                     | Rachel Berry, Finn Hudson, Santana Lopez, Jesse St. James, Emma Pillsbury, Will Schuester                                                                                         | Lea Michele, Cory Monteith, Naya Rivera, Jonathan Groff, Jayma Mays, Matthew Morrison                                                                                            | 1      | 15      |
| 85  | 4 Minutes                                                           | Madonna                                     | Kurt Hummel, Mercedes Jones | Chris Colfer, Amber Riley | 1      | 15      |
| 86  | What It Feels Like for a Girl                                       | Madonna                                     | Finn Hudson, Artie Abrams, Kurt Hummel, Noah Puckerman, Will Schuester, Mike Chang, Matt Rutherford                                                                               | Cory Monteith, Kevin McHale, Chris Colfer, Mark Salling, Matthew Morrison, Harry Shum Jr, Dijon Talton                                                                           | 1      | 15      |
| 87  | Like a Prayer                                                       | Madonna                                     | Jesse St. James et les New Directions | * | 1      | 15      |
| 88  | Fire                                                                | Bruce Springsteen                           | April Rhodes, Will Schuester | Kristin Chenoweth, Matthew Morrison | 1      | 16      |
| 89  | A House Is Not a Home                                               | Dionne Warwick                              | Kurt Hummel, Finn Hudson | Chris Colfer, Cory Monteith | 1      | 16      |
| 90  | One Less Bell to Answer / A House Is Not a Home                     | Kelly Smith / Dionne Warwick                | April Rhodes, Will Schuester | Kristin Chenoweth, Matthew Morrison | 1      | 16      |
| 91  | Beautiful                                                           | Christina Aguilera                          | Mercedes Jones et les New Directions | * | 1      | 16      |
| 92  | Home                                                                | Stephanie Mills dans The Wiz                | April Rhodes et les New Directions | * | 1      | 16      |
| 93  | Ice Ice Baby                                                        | Vanilla Ice                                 | Will Schuester et les New Directions | * | 1      | 17      |
| 94  | U Can't Touch This                                                  | MC Hammer                                   | Artie Abrams, Tina Cohen-Chang, Brittany Pierce, Kurt Hummel, Mercedes Jones | Kevin McHale, Jenna Ushkowitz, Heather Morris, Chris Colfer, Amber Riley | 1      | 17      |
| 95  | Physical                                                            | Olivia Newton-John                          | Olivia Newton-John, Sue Sylvester | Olivia Newton-John, Jane Lynch | 1      | 17      |
| 96  | Run Joey Run                                                        | David Geddes                                | Rachel Berry, Noah Puckerman, Jesse St. James, Finn Hudson, Santana Lopez, Brittany Pierce                                                                                        | Lea Michele, Mark Salling, Jonathan Groff, Cory Monteith, Naya Rivera, Heather Morris                                                                                            | 1      | 17      |
| 97  | Total Eclipse of the Heart                                          | Bonnie Tyler                                | Rachel Berry, Noah Puckerman, Jesse St. James, Finn Hudson | Lea Michele, Mark Salling, Jonathan Groff, Cory Monteith | 1      | 17      |
| 98  | The Climb                                                           | Miley Cyrus                                 | Rachel Berry | Lea Michele | 1      | 18      |
| 99  | Jessie's Girl                                                       | Rick Springfield                            | Finn Hudson | Cory Monteith | 1      | 18      |
| 100 | The Lady Is a Tramp                                                 | Place au rythme                             | Mercedes Jones, Noah Puckerman | Amber Riley, Mark Salling | 1      | 18      |
| 101 | Pink Houses                                                         | John Mellencamp                             | Kurt Hummel | Chris Colfer | 1      | 18      |
| 102 | The Lady Is a Tramp                                                 | Brandy et Monica                            | Mercedes Jones, Santana Lopez | Amber Riley, Naya Rivera | 1      | 18      |
| 103 | Rose's Turn                                                         | Ethel Merman dans Gypsy                     | Kurt Hummel | Chris Colfer | 1      | 18      |
| 104 | One                                                                 | U2                                          | Sean Fretthold et les New Directions | Zack Weinstein et * | 1      | 18      |
| 105 | Daydream Believer                                                   | The Monkees                                 | Bryan Ryan et l'ancien William McKinley High Glee Club | Neil Patrick Harris et * | 1      | 19      |
| 106 | Piano Man                                                           | Billy Joel                                  | Will Schuester, Bryan Ryan | Matthew Morrison, Neil Patrick Harris | 1      | 19      |
| 107 | Dream On                                                            | Aerosmith                                   | Will Schuester, Bryan Ryan | Matthew Morrison, Neil Patrick Harris | 1      | 19      |
| 108 | Safety Dance                                                        | Men Without Hats                            | Artie Abrams | Kevin McHale | 1      | 19      |
| 109 | I Dreamed a Dream                                                   | Patti LuPone dans Les Misérables            | Shelby Corcoran, Rachel Berry | Idina Menzel, Lea Michele | 1      | 19      |
| 110 | Dream a Little Dream of Me                                          | Ozzie Nelson                                | Artie Abrams et les New Directions | * | 1      | 19      |
| 111 | Funny Girl                                                          | Barbra Streisand dans Funny Girl            | Shelby Corcoran | Idina Menzel | 1      | 20      |
| 112 | Bad Romance                                                         | Lady Gaga                                   | Rachel Berry, Mercedes Jones, Tina Cohen-Chang, Quinn Fabray, Santana Lopez, Brittany Pierce, Kurt Hummel                                                                         | Lea Michele, Amber Riley, Jenna Ushkowitz, Dianna Agron, Naya Rivera Heather Morris, Chris Colfer                                                                                | 1      | 20      |
| 113 | Shout It Loud                                                       | Kiss                                        | Finn Hudson, Noah Puckerman, Artie Abrams, Mike Chang, Matt Rutherford | Cory Monteith, Mark Salling, Kevin McHale, Harry Shum Jr, Dijon Talton | 1      | 20      |
| 114 | Beth                                                                | Kiss                                        | Finn Hudson, Noah Puckerman, Artie Abrams, Mike Chang, Matt Rutherford | Cory Monteith, Mark Salling, Kevin McHale, Harry Shum Jr, Dijon Talton | 1      | 20      |
| 115 | Poker Face                                                          | Lady Gaga                                   | Rachel Berry, Shelby Corcoran | Lea Michele, Idina Menzel | 1      | 20      |
| 116 | Another One Bites The Dust                                          | Queen                                       | Jesse St. James et les Vocal Adrenaline | * | 1      | 21      |
| 117 | Tell Me Something Good                                              | Rufus                                       | Will Schuester | Matthew Morrison | 1      | 21      |
| 118 | Loser                                                               | Beck                                        | Noah Puckerman, Finn Hudson, Sandy Ryerson, Howard Bamboo, Terri Schuester-Delmonico                                                                                              | Mark Salling, Cory Monteith, Stephen Tobolowsky, Kent Avenido, Jessalyn Gilsig                                                                                                   | 1      | 21      |
| 119 | It's a Man's Man's Man's World                                      | James Brown                                 | Quinn Fabray | Dianna Agron | 1      | 21      |
| 120 | Good Vibrations                                                     | Marky Mark and the Funky Bunch              | Finn Hudson, Mercedes Jones, Noah Puckerman | Cory Monteith, Amber Riley, Mark Salling | 1      | 21      |
| 121 | Give Up the Funk (Tear the Roof Off the Sucker)                     | Parliament                                  | New Directions | * | 1      | 21      |
| 122 | You Raise Me Up / Magic                                             | Josh Groban / Olivia Newton-John            | Aural Intensity | * | 1      | 22      |
| 123 | Faithfully                                                          | Journey                                     | Rachel Berry, Finn Hudson | Lea Michele, Cory Monteith | 1      | 22      |
| 123 | Any Way You Want It / Lovin', Touchin', Squeezin'                   | Journey                                     | New Directions | * | 1      | 22      |
| 124 | Don't Stop Believin'                                                | Journey                                     | New Directions | * | 1      | 22      |
| 125 | Bohemian Rhapsody                                                   | Queen                                       | Jesse St. James et les Vocal Adrenaline | * | 1      | 22      |
| 126 | To Sir, with Love                                                   | Lulu                                        | New Directions | * | 1      | 22      |
| 127 | Over the Rainbow                                                    | Judy Garland                                | Noah Puckerman, Will Schuester | Mark Salling, Matthew Morrison | 1      | 22      |
| 128 | Empire State of Mind                                                | Jay-Z feat. Alicia Keys                     | New Directions | * | 2      | 1       |
| 128 | Every Rose Has Its Thorn                                            | Poison                                      | Sam Evans | Chord Overstreet | 2      | 1       |
| 129 | Telephone                                                           | Lady Gaga feat. Beyoncé                     | Rachel Berry, Sunshine Corazon | Lea Michele, Charice Pempengco | 2      | 1       |
| 131 | Getting to Know You                                                 | Le Roi et moi                               | Tina Cohen-Chang | Jenna Ushkowitz | 2      | 1       |
| 132 | Billionaire                                                         | Travis McCoy feat. Bruno Mars               | Sam Evans, Finn Hudson, Artie Abrams, Noah Puckerman, Mike Chang | Chord Overstreet, Cory Monteith, Kevin McHale, Mark Salling, Harry Shum Jr | 2      | 1       |
| 133 | The Power                                                           | Snap!                                       | Finn Hudson | Cory Monteith | 2      | 1       |
| 134 | Listen                                                              | Beyoncé dans Dreamgirls                     | Sunshine Corazon | Charice Pempengco | 2      | 1       |
| 135 | What I Did for Love                                                 | A Chorus Line                               | Rachel Berry | Lea Michele | 2      | 1       |
| 136 | I'm a Slave 4 U                                                     | Britney Spears                              | Brittany S. Pierce | Heather Morris | 2      | 2       |
| 137 | Me Against the Music                                                | Britney Spears                              | Brittany S. Pierce, Santana Lopez | Heather Morris, Naya Rivera | 2      | 2       |
| 138 | ...Baby One More Time                                               | Britney Spears                              | Rachel Berry | Lea Michele | 2      | 2       |
| 139 | Sailing                                                             | Christopher Cross                           | Will Schuester | Matthew Morrison | 2      | 2       |
| 140 | Stronger                                                            | Britney Spears                              | Artie Abrams | Kevin McHale | 2      | 2       |
| 141 | Toxic                                                               | Britney Spears                              | Will Schuester et les New Directions | * | 2      | 2       |
| 142 | The Only Exception                                                  | Paramore                                    | Rachel Berry | Lea Michele | 2      | 2       |
| 143 | Only the Good Die Young                                             | Billy Joel                                  | Noah Puckerman | Mark Salling | 2      | 3       |
| 144 | I Look to You                                                       | Whitney Houston                             | Noah Puckerman | Mark Salling | 2      | 3       |
| 145 | Papa, Can You Hear Me?                                              | Barbra Streisand                            | Rachel Berry | Lea Michele | 2      | 3       |
| 146 | I Want to Hold Your Hand                                            | The Beatles                                 | Kurt Hummel | Chris Colfer | 2      | 3       |
| 147 | Losing My Religion                                                  | R.E.M.                                      | Finn Hudson | Cory Monteith | 2      | 3       |
| 148 | Bridge Over Trouble Water                                           | Aretha Franklin                             | Mercedes Jones | Amber Riley | 2      | 3       |
| 149 | One of Us                                                           | Joan Osborne                                | New Directions | * | 2      | 3       |
| 150 | Don't Go Breaking My Heart                                          | Elton John et Kiki Dee                      | Rachel Berry, Finn Hudson | Lea Michele, Cory Monteith | 2      | 4       |
| 151 | River Deep - Mountain High                                          | Ike et Tina Turner                          | Mercedes Jones, Santana Lopez | Amber Riley, Naya Rivera | 2      | 4       |
| 152 | Le Jazz Hot !                                                       | Julie Andrews dans Victor Victoria          | Kurt Hummel | Chris Colfer | 2      | 4       |
| 153 | Sing !                                                              | A Chorus Line                               | Tina Cohen-Chang, Mike Chang | Jenna Ushkowitz, Harry Shum Jr | 2      | 4       |
| 154 | With You I'm Born Again                                             | Billy Preston et Syreeta Wright             | Rachel Berry, Finn Hudson | Lea Michele, Cory Monteith | 2      | 4       |
| 155 | Lucky                                                               | Jason Mraz et Colbie Caillat                | Sam Evans, Quinn Fabray | Chord Overstreet, Dianna Agron | 2      | 4       |
| 156 | Happy Days Are Here Again / Get Happy                               | Judy Garland / Barbra Streisand             | Rachel Berry, Kurt Hummel | Lea Michele, Chris Colfer | 2      | 4       |
| 157 | Science Fiction / Double Feature                                    | The Rocky Horror Show                       | Santana Lopez | Naya Rivera | 2      | 5       |
| 158 | There's a Light (Over at the Frankenstein Place)                    | The Rocky Horror Show                       | Rachel Berry, Finn Hudson, Kurt Hummel | Lea Michele, Cory Monteith, Chris Colfer | 2      | 5       |
| 159 | Damn it, Janet!                                                     | The Rocky Horror Show                       | Rachel Berry, Finn Hudson | Lea Michele, Cory Monteith | 2      | 5       |
| 160 | Whatever Happened to Saturday Night?                                | The Rocky Horror Show                       | Carl Howell | John Stamos | 2      | 5       |
| 161 | Sweet Transvestite                                                  | The Rocky Horror Show                       | Mercedes Jones | Amber Riley | 2      | 5       |
| 162 | Touch-a, Touch-a, Touch-a, Touch Me                                 | The Rocky Horror Show                       | Emma Pillsbury | Jayma Mays | 2      | 5       |
| 163 | The Time Warp                                                       | The Rocky Horror Show                       | New Directions | * | 2      | 5       |
| 164 | One Love (People Get Ready)                                         | Bob Marley                                  | Noah Puckerman, Artie Abrams | Mark Salling, Kevin McHale | 2      | 6       |
| 165 | Teenage Dream                                                       | Katy Perry                                  | Blaine Anderson et la Dalton Academy | Darren Criss et * | 2      | 6       |
| 166 | Start Me Up / Livin' on a Prayer                                    | The Rolling Stones / Bon Jovi               | Rachel Berry, Tina Cohen-Chang, Mercedes Jones, Santana Lopez, Brittany Pierce, Quinn Fabray                                                                                      | Lea Michele, Jenna Ushkowitz, Amber Riley, Naya Rivera, Heather Morris, Dianna Agron                                                                                             | 2      | 6       |
| 167 | Stop! In the Name of Love / Free Your Mind                          | The Supremes / En Vogue                     | Finn Hudson, Noah Puckerman, Artie Abrams, Kurt Hummel, Sam Evans, Mike Chang | Cory Monteith, Mark Salling, Kevin McHale, Chris Colfer, Chord Overstreet, Harry Shum Jr                                                                                         | 2      | 6       |
| 168 | Conjunction Junction                                                | Schoolhouse Rock!                           | Holly Holliday | Gwyneth Paltrow | 2      | 7       |
| 169 | Forget You                                                          | Cee Lo Green                                | Holly Holliday, Artie Abrams, Mercedes Jones, Santana Lopez | Gwyneth Paltrow, Kevin McHale, Amber Riley, Naya Rivera | 2      | 7       |
| 170 | Make 'Em Laugh                                                      | Donald O'Connor dans Chantons sous la pluie | Will Schuester, Mike Chang | Matthew Morrison, Harry Shum Jr | 2      | 7       |
| 171 | Nowadays / Hot Honey Rag                                            | Chicago                                     | Holly Holliday, Rachel Berry | Gwyneth Paltrow, Lea Michele | 2      | 7       |
| 172 | Singin' in the Rain / Umbrella                                      | Gene Kelly / Rihanna                        | Holly Holliday, Will Schuester et les New Directions | Gwyneth Paltrow, Matthew Morrison et * | 2      | 7       |
| 173 | Ohio                                                                | Wonderfu Town                               | Sue Sylvester, Doris Sylvester | Jane Lynch, Carol Burnett | 2      | 8       |
| 174 | Marry You                                                           | Bruno Mars                                  | New Directions | * | 2      | 8       |
| 175 | Sway                                                                | Pablo Beltrán Ruiz                          | Will Schuester | Matthew Morrison | 2      | 8       |
| 176 | Just the Way You Are                                                | Bruno Mars                                  | New Directions | * | 2      | 8       |
| 177 | Don't Cry for Me Argentina                                          | Evita                                       | Rachel Berry, Kurt Hummel | Lea Michele, chris Colfer | 2      | 9       |
| 178 | The Living Years                                                    | Mike + The Mechanics                        | The Hipsters | * | 2      | 9       |
| 179 | Hey, Soul Sister                                                    | Train                                       | The Warblers | * | 2      | 9       |
| 180 | (I've Had) The Time of My Life                                      | Bill Medley et Jennifer Warnes              | Sam Evans et Quinn Fabray avec les New Directions | * | 2      | 9       |
| 181 | Valerie                                                             | Amy Winehouse et Mark Ronson                | Santana Lopez avec les New Directions | * | 2      | 9       |
| 182 | Dogs Days Are Over                                                  | Florence and the Machine                    | Tina Cohen-Chang et Mercedes Jones avec les New Directions | * | 2      | 9       |